# Лаванши, Нума
Нума́ Лаванши́ (фр. Numa Lavanchy, род. 25 августа 1993 года, Морж, Швейцария) — швейцарский футболист, защитник клуба «Сьон». Основная игровая позиция — крайний защитник. Также может сыграть на позиции крайнего полузащитника. Ранее представлял юношеские сборные Швейцарии разных возрастов.

## Клубная карьера
Воспитанник футбольного клуба «Лозанна». Свой первый матч за взрослый состав Лаванши сыграл 15 апреля 2010 года на выезде против «Биль-Бьенн». С выходом «Лозанны» в высший швейцарский дивизион, Лаванши долго не мог попасть в основную обойму команды. 5 января 2015 года отправился в аренду в клуб «Ле Мон» до конца сезона 2014/15. Сыграв в составе «Ле Мон» 18 матчей, вернулся в «Лозанну». Завершив сезон 2015/16, 1 июля 2016 года на правах свободного агента перешёл в «Грассхоппер». Свой первый матч в составе «кузнечиков» Лаванши сыграл 14 июля 2016 года во втором квалификационном раунде Лиги Европы против исландского «Рейкьявика». Десять дней спустя, 24 июля, Лаванши дебютировал в Швейцарской Суперлиге в домашнем матче против своего родного клуба «Лозанны». 28 июля в матче третьего квалификационного раунда Лиги Европы против кипрского «Аполлона» Лаванши забил свой первый гол в составе «Грассхоппера».
1 февраля 2019 года подписал с четырёхлетний контракт с «Лугано». Дебютировал за клуб 6 февраля в домашней игре с Туном. В той же игре забил первый гол за «бьянконери».

## Карьера в сборной
Лаванши представлял юношеские сборные Швейцарии разных возрастов. Участник Чемпионата Европы 2010 среди команд до 17 лет в составе юношеской сборной Швейцарии до 17 лет.

## Достижения
«Лозанна»
- Победитель Челлендж-лиги: 2015/16

«Лугано»
- Обладатель Кубка Швейцарии: 2021/22